# Список улиц Кирово-Чепецка
Алфавитный список улиц города Кирово-Чепецка, включающий их градостроительную, архитектурную и историческую характеристику.
Алфавитный список не разделяет городские объекты, имеющие различное классификационное наименование: проспект, улица, проезд, переулок, площадь, городской квартал, микрорайон, деревня; классификационные наименования указаны за собственными именами городских объектов. Приводятся сведения о документах по наименованию (переименованию) городских объектов (при их наличии).
Город расположен на местности с холмистым рельефом, с севера ограничен реками Чепцой и Вяткой.
Можно выделить несколько периодов застройки города: 1950-е годы — небольшой район зданий со сложно организованными и украшенными фасадами, а также районы щиткового домостроения; 1960-е годы — в основном, 5-этажная застройка так называемых хрущёвок, 1970-1980-е годы — комплексная застройка 5—9-этажными домами разнообразных типовых серий и проектов крупных микрорайонов на основе выраженных элементов рельефа и ландшафта. Реализация заложенных в этот период решений по планированию города сохраняет актуальность и в настоящее время.
С 1964 года практически по 2002 год главным архитектором проекта строительства Кирово-Чепецка являлся Евгений Юрьевич Паскаренко, работавший в бюро комплексного проектирования № 6 Ленинградского ВНИПИЭТ, занимавшемся проектированием городов-спутников крупных предприятий Минсредмаша.

## Список
| А Б В Г Д Е Ж З И Й К Л М Н О П Р С Т У Ф Х Ц Ч Ш Щ Ъ Ы Ь Э Ю Я |

### 1—100
- 21 микрорайон, де-факто улица, к ней отнесены 2 многоподъездных жилых дома, находящиеся разрозненно внутри квартала застройки.
- 30 лет Октября, улица. Одна из первых улиц рабочего посёлка Кирово-Чепецкий, была застроена двухэтажными домами в бревенчатом и шлакоблочном исполнении. В настоящее время полностью расселена, находится в санитарной зоне завода полимеров и Кировской ТЭЦ-3.
- 60 лет Октября, улица.

### А
- Азина, улица[2]. Является одним из внутрирайонных проездов в построенном в 1960-х годах микрорайоне Черёмушки, с типичной 5-этажной застройкой кирпичными хрущёвками.
- Александра Краева, улица; до 1999 года — Школьная[3]. На стеле в начале улицы установлена памятная доска с надписью: «Улица названа именем кавалера ордена Красной звезды Александра Краева, погибшего в Афганистане при исполнении военных обязанностей в бою, спасая раненых товарищей 18 ноября 1981 года.». Находится в заречном микрорайоне Каринторф, имеет малоэтажную застройку 1940—1950-х годов.
- Алексея Некрасова, улица; до 2008 года — Железнодорожная[4]. На доме № 4 установлена памятная доска с надписью: «Улица названа именем нашего земляка гвардейца десантника 6-й роты 104 гв. ПДП ВДВ Некрасова Алексея, героически погибшего 1 марта 2000 г. в Аргунском ущелье (Чечня), где наши воины насмерть стояли против многократно превосходящих сил боевиков-наёмников. Ценой собственной жизни десантники выполнили боевую задачу и доблестью своей победили смерть.» Улица застроена в 1970—1980-е годы, со сносом деревни Красное, вдоль участка Каринской УЖД, дугой от улицы Ленина до проспекта России. Имеет практически одностороннюю застройку (по нечётной стороне), является границей 7-го микрорайона. На улице расположены лицей (дом № 21) и торговый центр «Вернисаж» (№ 29/2). У дома № 11 пешеходным мостом через узкоколейную железную дорогу соединена с улицей Школьной (8-й микрорайон). После моста застройка нечётной стороны представляет собой массив гаражных кооперативов.

### Б
- Базовый, проезд[5].
- Боёво, квартал.
- Большевиков, улица. Одна из первых улиц рабочего посёлка Кирово-Чепецкий, была застроена двухэтажными домами в бревенчатом и шлакоблочном исполнении. В настоящее время в основном расселена (за исключением дома № 1, постройки 1980-х годов), находится в санитарной зоне завода полимеров и Кировской ТЭЦ-3.
- Братьев Васнецовых, улица[6].

### В
- Вокзальная, улица[7], на станции Чепецкая. В настоящее время на ней находятся пакгаузы и другие железнодорожные строения.
- Вокзальная, улица; находится в заречном микрорайоне Каринторф, имеет малоэтажную застройку 1940—1950-х годов.
- Володарского, улица[8]. Является границей между микрорайоном Южный и 9-м микрорайоном, следует с востока на запад от улицы Юбилейной до улицы 60 лет Октября (чётная сторона — северная). Имеет 5—9-этажную застройку 1980—1990-х годов. Общественный транспорт (автобус), следующий по ней, обеспечивает проезд горожан к многочисленным садоводческим товариществам, на основные городские кладбища («Злобино» и «Каркино»), а также на железнодорожную станцию Бумкомбинат — посадочный пункт пригородных поездов и электричек. По улице следуют маршруты 9, 9А и пригородные 112, 113.
- Вятская набережная, улица[9]; в 1976 году частично переименована в улицу Терещенко.[10]. Набережная расположена между улицами Ленина и Первомайской, вдоль высокого и крутого берега реки Вятки. Одно из красивейших мест Кирово-Чепецка, с видами на заречные луга и возвышенности. В последние годы усиленно оборудуемая прогулочная зона горожан. Предусмотренные генеральными планами развития города проекты создания классической набережной с террасными спусками к уровню речного потока остаются не реализованными. Линия застройки улицы состоит из жилых 5—9-этажных зданий, в основном 1970-х годов. У гостиницы «Двуречье» через путепровод над спуском к месту впадения реки Чепцы в Вятку примыкает к улице Терещенко. В начале улицы (рядом со Всехсвятской церковью) находится открытый в 1975 году Мемориальный комплекс воинам-землякам, погибшим в годы Великой Отечественной войны, включающий Вечный огонь (авторы мемориального комплекса — ленинградские архитектор  Г. Т. Осмоловский и скульптор Д. М. Никитин)[11]. Рядом с мемориалом находится памятный знак жителям Кирово-Чепецка, участвовавшим в ликвидации последствий аварии на ЧАЭС.

### Г
- Ганинская — деревня.
- Ганинская, улица.
- Гарь, квартал.
- Горького, улица.

### Д
- Дачная, улица.
- Дзержинского, проезд[2]. Внутриквартальный проезд в микрорайоне Черёмушки, проходит ломаной линией от проспекта Мира (у торгового центра «Русь») к улице Терещенко (у инспекции ФНС), с 5-этажной застройкой (в основном, 1960-х годов).

### Ж
- Железнодорожная, улица.
- Жданова, улица[12].

### З
- Заводская, улица[13]; ранее — Финский посёлок; в 1958 году частично переименована[14] в ныне не существующие улицу Водопроводную и переулок Кузнечный. Следует с запада (начало нумерации зданий) на восток и связывает район завода полимеров с районом Балезино (автовокзалом и Октябрьской площадью). Поднимается по склону холма среди промышленной застройки к жилым районам. Улица максимально обеспечена общественным транспортом (маршруты автобуса 1, 2, 3, 5, 6, 9, 10 и производных от них). К улице приписан находящийся в глубине прилегающего массива тополей ледовый дворец «Олимп-арена» (ул. Заводская, 20).
- Загородная, улица[12]; когда-то действительно находившаяся на окраине, сейчас расположена близко к географическому центру города. Находится между улицами Первомайской и Жданова и состоит из десятка домов и сохраняет деревянную усадебную застройку.
- Западный, проезд[15]. Находится в промышленной зоне завода минеральных удобрений, проходит вдоль его ограждённой территории. С другой стороны расположены исправительная колония № 12, ООО «Ресурс-мебель» (№ 22), в отдалении от красной линии улицы — колония-поселение № 21.
- Заречная, улица; ранее — «улица За рекой Язевкой»[16], находится в микрорайоне Каринторф.
- Зверева, улица; до 1967 года — Пионерская[17]. На доме № 8 установлена памятная доска с надписью: «Улица названа в честь лауреата Ленинской и Государственных премий, инженера-учёного Зверева Бориса Петровича (1915—1966)».
- Злобино, квартал; в нём находится одноимённое городское кладбище.

### К
- Калинина, улица; до 1951 года — улица Комсомольская[13]. На доме № 23 установлена памятная доска с надписью: «Улица названа в честь Всесоюзного старосты, Председателя Президиума Верховного Совета СССР Михаила Ивановича Калинина, приезжавшего в Вятский уезд в 1921 году».
- Каринторф, микрорайон (используется в адресных регистрационной и почтовой системах).
- Карла Маркса, улица.

- Кирова, проспект. Одна из первых улиц города, строительство которой началось в начале 1950-х годов. Начинается от сквера между Октябрьской площадью, школой № 4 и автовокзалом, следует параллельно (севернее) проспекта Мира (чётная сторона — южная) до улицы Первомайской, спускаясь по склону холма. В верхней части имеет застройку 1950-х годов (украшенные лепниной, связанные в каре дворовыми решётками 4-этажные «крупногабаритные» дома района Балезино), ниже — 5—9-этажная застройка 1970-х годов с нечётной стороны и 4—5-этажная 1960-х годов с чётной. Движение по проспекту общественного транспорта (автобуса) ограничивается пригородными маршрутами, что компенсируется близостью остановочных пунктов городских маршрутов, проходящих по проспекту Мира. От начала проспекта до улицы Ленина по северной стороне расположена высокая декоративная ограда протяжённого сквера. На проспекте расположены: школа № 4 (дом № 1), развлекательный центр «Cherry» (№ 12, реконструированное здание кинотеатра «Восток»), главпочтамт (№ 16), школа № 7 (№ 27). Напротив РЦ «Cherry» — видовая площадка с панорамой заречных лугов и возвышенностей. В месте примыкания улицы Горького (напротив домов №№ 6 и 8) находится открытый 22 июня 2008 года мемориал погибшим в Афганистане, на Северном Кавказе, других локальных войнах и вооружённых конфликтах, с установленными БМП и плитами с именами погибших земляков[18].
- Кирпичная, улица; ранее — улица Кирпичный завод[16].

- Колхозная, улица; до 1955 года — улица Набережная села Усть-Чепца[19]. В названии улицы нашло отражение нахождение в селе Усть-Чепца колхозной центральной усадьбы. Сейчас это небольшая улочка с остатками деревянной усадебной застройки, сменяемой новыми особняками, прижавшаяся к берегу Вятки. Нумерация домов следует с востока на запад (по течению реки, в отличие от остальных улиц города), при этом начинается с № 48, под которым числятся Всесвятская церковь и 2-этажное полукаменное здание воскресной школы (постройки 1904 года).
- Комиссара Утробина, улица; наименование присваивалось дважды, в 1987[20] и 1989[21] годах. Названа в честь Николая Васильевича Утробина, инициатора и организатора создания военно-революционного комитета (ВРК) в Чепецкой волости, председателем которого он и был избран; 1 декабря 1917 года ВРК собрал волостное собрание, на котором была провозглашена Советская власть; в январе 1918 года Н. В. Утробин стал председателем волостного Совета рабочих, крестьянских и солдатских депутатов, вскоре ушёл добровольцем в Красную армию[22]. Улица объединяет группу домов вдоль широкой пешеходной оси 9-го микрорайона между улицами Володарского и Победы, с внутриквартальными автомобильными проездами. Имеет комплексную застройку 1980—1990-х годов. Посреди объединяемого улицей жилого массива расположен Многопрофильный лицей (бывшая школа № 12).
- Коммунистическая, улица.
- Комсомольская, улица. Одна из первых улиц рабочего посёлка Кирово-Чепецкий, была застроена бревенчатыми двухэтажными домами барачного типа. В настоящее время полностью расселена, находится в санитарной зоне завода полимеров и Кировской ТЭЦ-3.
- Комсомольская, улица; находится в заречном микрорайоне Каринторф, имеет малоэтажную застройку 1940—1950-х годов.
- Конституции, площадь.
- Кооперативная, улица; до 1957 года — улица Ворошилова[23], образованная в 1954 году[12]. Первоначально улица в районе усадебной застройки, следующая параллельно проспекту Мира (южнее) и имевшая значительное транспортное значение (включая следование автобусного маршрута). Имеет нумерацию с запада (где через дворы выходит на улицу Первомайскую) на восток, где примыкает к улице Луначарского. В настоящее время разделена пересёкшим её под острым углом проспектом России на два участка. Начальная застройка частично замещена многоэтажными домами разного времени, относимыми к примыкающим с севера улицам Красноармейской и Пушкина, а частично — новой коттеджной застройкой.
- Кооперативная, улица; находится в заречном микрорайоне Каринторф, имеет малоэтажную застройку 1940—1950-х годов.

- Котельный, переулок[24]. В настоящее время расположен в городском центре. Первоначальная усадебная застройка замещается домами коттеджного типа.
- Красноармейская, улица; до 1965 года — улица Куйбышева[25], образованная в 1959 году[26]. В настоящее время состоит из двух кварталов между проспектом Мира (начало) и улицей Кооперативной. Чётная (западная) сторона имеет более новую застройку (1980-х годов), нечётная образована 4-этажными домами 1960-х годов. На улице расположена городская пожарная часть (ныне — ФГКУ «1 отряд федеральной противопожарной службы по Кировской области»).

### Л
- Ленина, улица; до 1966 года — улица Ленина 1-я[27], до 1955 года — улица Свободы села Усть-Чепца[19]. Самая протяжённая улица Кирово-Чепецка, следующая от «въезда» со стороны Кирова к реке Вятке, включающая несколько различных по типу и времени застройки участков (чётная нумерация с восточной стороны). Наиболее старым из них являются два квартала между улицей Калинина и проспектом Кирова (1950-е годы) на высоком холме района «Балезино». Ниже к реке застройка 1970-х годов (5-этажная по чётной стороне и 9-этажная, представленная домами с однокомнатными квартирами уменьшенной площади — «муравейниками» — с нечётной); этот участок находится на крутом склоне холма (по ранее бытовавшему названию — Просницкой горы), занимавшем господствующее над селом Усть-Чепца положение[28]. В начале улицы — поздняя застройка 5—9-этажными домами (1970—1980-е годы), при этом жилые массивы 8-го и 7-го микрорайона расположены по чётной стороне. Большой участок улицы, вверх от улицы Сосновой к расположенному в Балезино центральному городскому рынку, остаётся не застроен. Западная сторона улицы по большей части не имеет жилой застройки: там находятся объекты промышленного (ОАО «ВЭЛКОНТ» и управление электросетей), общественного (автостоянка, поликлиника МСЧ № 52) назначения, лесной массив, парковая зона. В районе центрального рынка улица незначительно меняет направление. От начала и до проспекта Мира улица обеспечена общественным транспортом (автобусом) — помимо городских маршрутов № 1 (по чётной стороне), № 2 (по нечётной стороне) и № 10 (в обе стороны), по ней организовано движение маршрута № 103, связывающего Кирово-Чепецк с областным центром. На улице Ленина расположены ОАО «ВЭЛКОНТ» (производственный комплекс, строение № 1б), торговый центр Суджук (№ 4), РЦ «Янтарь» (№ 22), АКТВ (№ 24), городской ОАО «Городской молочный завод» (официально — строение № 2, фактически № 26), городской парк, поликлиника МСЧ № 52 (дом № 37), центральный рынок, центральная городская библиотека (№ 50), РЦ «Cherry» (бывший кинотеатр «Восток» — разделяющий улицу на два рукава в месте её пересечения с проспектом Кирова), детская художественная школа (№ 63). Архитектурной доминантой в средней части улицы является районный центр культуры «Янтарь», построенный в 1985 году по индивидуальному проекту как Дворец культуры строителей. Его архитектурные и отделочные работы (фреска фойе, скульптура фонтана, люстры) выполнены художниками Ленинградского художественного фонда.[11] В настоящее время ведётся восстановление присущих зданию отличительных черт. Другим зданием, в основе которого лежал индивидуальный проект, является построенная в 1987 году детская художественная школа, с обширным выставочным залом, специальной формой остекления, скрытым внутренним двориком[11].
- Ленинская, улица; находится в заречном микрорайоне Каринторф, имеет малоэтажную застройку 1940—1950-х годов.

- Лермонтова, проезд. Находящийся в микрорайоне «Черёмушки» проезд, полностью застроенный в 1960-е годы 5-этажными кирпичными домами (хрущёвками), сохранивший дворовый тип организации застройки. На нём расположены Образовательный центр имени А. Некрасова (дом № 1, бывшая школа № 8), детский научно-технический Кванториум.
- Лесная, улица; находится в заречном микрорайоне Каринторф, имеет малоэтажную застройку 1940—1950-х годов.
- Лесной, проезд[21]; находится в 22 микрорайоне, состоит из трёх коротких параллельных проездов, имеющих выезды на улицу Сосновую (в районе корпусов 1 и 2 дома № 3). Застроен в 1980—1990-х годах (несколько многоквартирных домов), с востока примыкает к лесному массиву, в котором расположено кладбище Красное.
- Луговая, улица; до 1958 года — деревня Зоринцы[29][30]. Расположена между микрорайонами Черёмушки и Боёво на месте пригородной деревни Зоринцы, проходит параллельно улице Луначарского, от реки Чепцы (начало нумерации, имеет грунтовый автомобильный спуск к реке) до проспекта Мира, где расположена постоянная ярмарка (рынок) Боёво. Ныне полностью застроена современными коттеджами.
- Луговая, улица; находится в заречном микрорайоне Каринторф, имеет малоэтажную застройку 1940—1950-х годов.
- Луначарского, улица[30]; в 1965 году включила в себя улицу Космонавтов[25].

### М
- Майский, переулок.
- Маяковского, улица[31].
- Мелиораторов, улица.
- Милицейская, улица.

- Мира, проспект; до 1961 года — проспект Сталина[8], образованный в 1954 году[12]; в 1966 году включил в себя улицу Крестьянскую[27], образованную в 1954 году[12]. Одна из главных улиц города, идущая от Октябрьской площади (начало нумерации; чётная сторона — южная) к его восточной окраине (выход на автодорогу на города Зуевка, Глазов). В начале — значительный спуск с холма, в районе дома № 34 (Сбербанк) меняет направление почти на 45°, далее перепад высот отсутствует. Застройка проспекта происходила с 1950-х годов до конца XX века, поэтому прослеживаются все присутствующие в архитектуре города мотивы: украшенные лепниной, связанные в каре дворовыми решётками 4-этажные «крупногабаритные» дома района Балезино (от Октябрьской площади до улицы Ленина), далее — их упрощенный вариант (до изгиба проспекта у улицы Первомайской), затем — 5-этажная застройка 1960-х годов района «Черёмушки», наконец — 5—9-этажная застройка 1980-х годов района Боёво. В нижней части проспекта застройка перебивается более поздними строениями (в основном, общественного назначения). Первые этажи жилых домов исторической застройки повсеместно переведены для торговли и сферы услуг. Проспект хорошо обеспечен общественным транспортом. На нём расположены: музейно-выставочный комплекс (№ 3), торговый центр «Весна» (№ 21), торговый центр «Улыбка» (№ 20А), Межмуниципальный отдел МВД России «Кирово-Чепецкий» (№ 28), коррекционная школа (№ 37), Сбербанк (№ 34), Гимназия № 1 (№ 60), торговый центр «Русь» (№ 43А), торговый центр «Прогресс» (№ 72), ярмарка «Боёво» (район дома № 57), Вятский автомобильно-промышленный колледж (район дома № 65), ОАО «Кирово-Чепецкий хлебокомбинат» (№ 92). Художественной достопримечательностью является созданное на торце дома № 39 мозаичное панно «Человек достаёт звёзды» (1968 год, авторы — художники-монументалисты Николай Иванович Савенков и  Виталий Степанович Удов)[32]. Другим украсившим проспект панно стала выполненная в 1969 году на торцевой стене здания школы № 9 (дом № 52, ныне — гимназия № 1) в технике сграффито композиция с фигурой учителя в центре (автор — художник Георгий Георгиевич Никифоров)[33].
- Молодой гвардии, улица; выделена из улицы Набережной[14].
- Молодёжная, улица[34].
- Монтажная, улица.

### Н
- Набережная, улица (в посёлке ТЭЦ); частично переименована в улицу Молодой гвардии[14].
- Набережная, улица (в микрорайоне Каринторф).
- Новостроевский, переулок.

### О
- Овражная, улица[14]. Первоначально являлась продолжением улицы Свободы (деревня Деветьярово), огибала с севера приходское кладбище села Усть-Чепца (включено в историко-охранную зону Кирово-Чепецка). Частная застройка улицы была полностью замещена производственными объектами, однако позже в её состав был включён расположенный перпендикулярно участок, являющийся подъездом к одному из объектов пенитенциарной системы — исправительной колонии № 5, и застроенный несколькими многоэтажными домами (первоначально предназначенными для сотрудников колонии).

- Октябрьская, площадь. На здании РКЦ «Дружба» установлена памятная доска с надписью: «Октябрьская площадь названа в честь 60-летия Великой Октябрьской социалистической революции». Центральная площадь города, её открытие датируется 1952 годом. В ноябре того же года начал работать Дворец культуры химиков, в 1961 году получивший наименование «Дружба». От площади начинается проспект Мира (ранее — Сталина). Автомобильное движение организовано без использования площади, по её краю. Архитектура жилых зданий изобилует характерными для 1950-х годов «излишествами» (лепкой, балконами, колоннами). Будущий академик Б. П. Константинов, долгое время являвшийся научным руководителем внедрения на химическом заводе производства продуктов, необходимых для атомного проекта страны, и живший в одном из первых домов будущего города (пр. Сталина, 2 — ныне пр. Мира, 2), писал в письме[35]:Окна квартиры выходят на две стороны. С одной стороны — вид на пойму реки (река ниже посёлка метров на 150), с другой — на четырёхэтажный дом, в нижнем этаже которого готовится открытие шикарного гастронома. Между этим домом и нашим готовится к открытию большая бетонированная площадь с фигурными клумбами в середине и газонами по краям. Чуть левее площади виден великолепный дворец-клуб. Передний фасад клуба украшен козырьком. Колонны — белые, капители — золотые, двери и окна — белые. На фронтоне — лепные украшения, барельеф, которые я ещё не рассмотрел. Вдобавок ко всему стены клуба покрашены в яркую красную краску. В целом всё здание клуба производит очень приятное впечатление. Оно, как драгоценный бриллиант… Почти три десятилетия площадь не имела официального наименования (в обиходе её называли Клубной или Дворцовой). Названа в честь 60-летия Октябрьской революции. 29 октября 1967 года на площади был открыт памятник В. И. Ленину (скульптор — М. М. Кошкин, архитектор — И. М. Синица)[35]. Другой достопримечательностью ансамбля площади стало сочетание очертаний современного кафе и советского монумента «Серп и молот».
- Октябрьская, улица; находится в заречном микрорайоне Каринторф, имеет малоэтажную застройку 1940—1950-х годов.
- Островского, улица; до 1967 года — улица Клубная[36].

### П
- Парковая, улица. До начала 1950-х годов центральная улица рабочего посёлка Кирово-Чепецкий при строительстве теплоэлектроцентрали (Кировской ТЭЦ-3). После принятия решения о переносе строительства города на вершину холма у деревни Балезино утратила своё значение, а после распространения на посёлок ТЭЦ промышленной санитарной зоны была практически полностью расселена, а здания (большей частью, деревянные бараки) — руинированы.
- Перевощикова, проезд[37]. Одна из последних новостроек города, строительство которой завершилось в конце 1990-х годов. Названа именем уроженца города, выдающегося российского фотохудожника Алексея Михайловича Перевощикова.

- Первомайская, улица[12]. В настоящее время состоит из двух несвязанных между собой частей, рассечённых построенным на пересекаемой ею проспекте Мира зданием Сбербанка. Первая часть, идущая от реки Вятки около впадения в неё Чепцы, включает в себя большое незастроенное пространство перед гостиницей «Двуречье» и между зданием муниципальных органов управления и школой искусств (считающееся площадью Конституции), переходящее в крупнейший городской сквер. Является местом организации общегородских мероприятий (от празднования Нового года до проведения парадов по случаю дня города), ярмарок и уличных музыкальных и театрализованных выступлений. Вторая часть улицы, продолжающаяся от проспекта Мира к улице Сосновой, застроена частично в 1950-е годы (1-3-этажные дома по чётной, западной стороне), частично в 1980-е (5—9-этажные дома) — нечётная сторона. На улице расположены детская школа искусств (№ 1), больничный городок Центральной районной больницы (чётная сторона у примыкания улицы Сазонтова), кафе «Печка» (в районе дома № 15/4). Построенный в 1974 году по индивидуальном проекту «Дом Советов» (ул. Первомайская, 6) выделяется тёмно-красным цветом фасадов, отделанных «под шубу». За оригинальную отделку и конструкцию проект здания отмечен дипломом Госстроя РСФСР.[11] Ныне в нём располагаются муниципальные органы управления городского круга Кирово-Чепецк и Кирово-Чепецкого муниципального района, а также прокуратура города. На здании школы искусств установлена памятная доска с надписью: «Музыкальное училище на 350 учащихся с концертным залом на 600 мест построено Кирово-Чепецким управлением строительства в 1966—1969 годах по проекту ГПИ Гипротеатр, г. Москва, на смотре-конкурсе в 1970 г. удостоено диплома III степени Госстроя РСФСР»).
- Первомайский, переулок[12][38].
- Песчаная, улица[39].

- Победы, улица[40].
- Пожарный, переулок[13].
- Полевая, улица; находится в заречном микрорайоне Каринторф, имеет частную застройку.
- Поповщина, квартал, бывшая одноимённая деревня.
- Почтовая, улица[30].
- Пригородный, квартал.
- Производственная, улица.
- Пролетарская, улица[12].
- Просницкая, улица; находится в заречном микрорайоне Каринторф, имеет частную застройку. Названа по районному центру, после передачи рабочего посёлка Каринторф в состав Просницкого района.
- Профсоюзная, улица.
- Пушкина, улица[26].

### Р
- Рабочий, переулок[13].
- Революции, улица.
- Речная, улица[34].
- Родыгина, переулок[2]. На доме № 1 установлена памятная доска с надписью: «Улица названа именем Героя Советского Союза, уроженца Кирово-Чепецкого района Родыгина Петра Андреевича».
- России, проспект[41].
- Рудницкого, улица.

### С
- Садовый, переулок, до 1956 года — переулок Колхозный[42], до 1955 года — улица Ленина села Усть-Чепца)[19]. Переулок сохраняет особенности усадебной застройки села (свободная непрямая линия домов с палисадниками, грунтовая проезжая часть). Включён в историко-охранную зону Кирово-Чепецка.
- Сазонтова, улица; до 1967 года — переулок Больничный[36], до 1958 года — переулок Лесной[43]. На доме № 17 установлена памятная доска с надписью: «Улица названа в честь нашего земляка Сазонтова Андрея Яковлевича, командира корпуса Красной Армии, соратника маршала Блюхера». Застроена, в основном, в 1950-е годы, проходит с востока на запад между улицами Ленина и Первомайской. Имеет усадебную застройку по северной, нечётной стороне. На улице расположен больничный городок Центральной районной больницы (южная, чётная сторона).
- Свердлова, улица, до 1966 года — Ленина 2-я[27]. Проходит параллельно улице Ленина, поднимаясь от улицы Сосновой к району Балезино (примыкает к улице Сазонтова). В основном состоит из частной застройки, в последнее время частично замещённой современными коттеджами.
- Свободы, улица. Расположена в бывшей деревне Деветьярово, проходит вдоль берега реки Вятки от района ТЭЦ (первоначальная территория рабочего посёлка Кирово-Чепецкий) к району Балезино. В основном имеет частную застройку. В доме № 3 с 2004 по 2015 годы в бывшем больничном корпусе располагался Свято-Никольский женский монастырь (ныне — приход РПЦ в честь Николая Чудотворца).
- Северюхи, квартал, бывшая деревня.
- Советская, улица; находится в заречном микрорайоне Каринторф, имеет малоэтажную застройку 1940—1950-х годов.
- Советский, переулок. Один из первых переулков рабочего посёлка Кирово-Чепецкий, был застроен двухэтажными домами в бревенчатом исполнении. В настоящее время полностью расселён, находится в санитарной зоне завода полимеров и Кировской ТЭЦ-3.

- Сосновая, улица. Застроена в 1970—1980-е годы 5-9—этажными домами. Отходит полукольцом от улицы Ленина (начинается у дома № 20 и заканчивается у дома № 36). Внутри образуемого ею сегмента находится 22 микрорайон, включающий большой лесной массив, старое городское кладбище «Красное», проходящий хордой проезд Перевощикова, несколько отдельных жилых, промышленных и общественных объектов. На улице расположены Районный центр «Янтарь» (дом № 1, ранее — Дом культуры строителей, в архитектурном комплексе со спортивным центром «Строитель»), церковь Благодати ЕХБ (№ 3/3), торговый центр «Россиянка» (№ 8).
- Спортивная, улица.
- Стародумово, квартал.
- Степана Халтурина, улица[12].
- Строительная, улица[44].

### Т
- Терещенко, улица; образована из части улицы Вятская набережная, с включением Центрального проезда[10]. На здании гостиницы «Двуречье» (дом № 2) установлена памятная доска с надписью: «Улица названа в честь лауреата Ленинской премии, почётного гражданина города Терещенко Якова Филимоновича». Улица с односторонней застройкой (с южной стороны), расположена около места впадения реки Чепцы в Вятку, между улицами Первомайской и Луначарского. С 1960-х годов существуют планы развития зоны активного отдыха в обширной приречной части, где сейчас находится территория, формируемая намывными песками. В настоящее время в этом месте оборудован городской пляж, а также нерегулярно проводятся соревнования по мотокроссу. На улице расположены бывшая школа № 2 (ныне — часть Центра образования им. А. Некрасова, дом № 11) и территориальная инспекция ФНС (дом № 15). В начале и в конце улицы находятся 5-этажные хрущёвки, типичные для микрорайона Черёмушки. Средняя часть улицы включает в себя несколько 9-этажных одноподъездных домов-«свечек» 1970-х годов.
- Труда, улица. Расположена в бывшей деревне Деветьярово, проходит параллельно улице Свободы и берегу реки Вятки. В основном имеет частную застройку, в конце под прямым углом выходит на улицу Заводскую.

### У
- Утробино, квартал, бывшая деревня.
- Участковая, улица; находится в заречном микрорайоне Каринторф, имеет малоэтажную застройку 1940—1950-х годов.

### Ф
- Фестивальная, улица[34]. Названа в связи с проходившим в 1957 году в Москве VI Всемирным фестивалем молодёжи и студентов. Застройка того времени в 1980—1990-х годах была замещена 5—9-этажными новостройками микрорайона Боёво, с формированием на месте осевой улицы системы внутриквартальных проездов.
- Фрезерная, улица; до 2003 года — улица Северная[16]. Находится в заречном микрорайоне Каринторф, имеет частную застройку. Названа по основному способу добычи торфа (фрезерному), применявшемуся на Каринском торфопредприятии.

### Ц
- Цепели, квартал[45]. Назван по близлежащей деревне, ныне не существующей (на её месте — крупная электроподстанция «Чепецк» Федеральной сетевой компании). Квартал является крупнейшим в городе складским и грузоперевалочным комплексом, имеет железнодорожные подъездные пути со станции Чепецкая. Ранее через эту базу отдела рабочего снабжения КЧХК полностью осуществлялось обеспечение города промышленными и продовольственными товарами. В квартале конечная остановка автобусного маршрута № 11 (имеет значительные интервалы движения).

### Ч
- Чепецкая, улица. Названа по наименованию исторического села Усть-Чепца, включённого в черту города в 1955 году при его образовании. Представляет из себя район 5—9 этажной застройки 1970—1980-х годов с наиболее массовым использованием в городе панельного домостроения, без наличия единой уличной оси. Автомобильные проезды, относящиеся к улице, расположены параллельно друг другу в виде террас, спускающихся от старейшего городского района Балезино к реке Вятке.

### Ш
- Школьная, улица. Является северной границей 8 микрорайона и проездом между магистральными улицами Ленина (начало нумерации) и 60-летия СССР, следующим вдоль линии Каринская УЖД, с односторонней (по чётной стороне) кирпичной застройкой конца 1970-х — середины 1980-х годов. На улице находятся административное здание Кирово-Чепецкого управления строительства (дом № 2) и школа № 10 (дом № 4А). С нечётной стороны от улицы Ленина расположен большой сквер с полосой хвойного леса. В районе дома № 6 пешеходным мостом через узкоколейную железную дорогу соединена с 7 микрорайоном (выход на улицу Алексея Некрасова). Застройка нечётной стороны, примыкающая к улице 60-летия СССР, — массив гаражных кооперативов.

### Э
- Энгельса, улица.
- Энергетиков, улица; до 1957 года — улица Кирова[23].

### Ю
- Юбилейная, улица[20].